# Ahmatunturi
Ahmatunturi är en kulle i Finland.   Den ligger i den ekonomiska regionen  Östra Lapplands ekonomiska region  och landskapet Lappland, i den norra delen av landet, 800 km norr om huvudstaden Helsingfors. Toppen på Ahmatunturi är 462 meter över havet.
Terrängen runt Ahmatunturi är huvudsakligen platt.  Trakten runt Ahmatunturi är nära nog obefolkad, med mindre än två invånare per kvadratkilometer. Det finns inga samhällen i närheten. 